# Кандыба, Андрей Фёдорович
Андре́й (Андроник) Фёдорович Канды́ба (ум. 1730) — государственный и военный деятель Войска Запорожского, корсунский полковник.

## Биография
Сын Фёдора Кандыбы.
В 1698—1707 годах он был сотником в Конотопе. С 1708 года — полковник корсунский. Не поддержал гетмана  Ивана Мазепу. Поэтому после Полтавской битвы 1709 года не был казнен вместе с изменниками, а сослан в Москву, где благополучно прожил до 1715 года. В 1715 году вернулся на Украину, был полковником запорожского войска. В 1725 году находился с казаками в Персии. 28 марта 1729 года, по представлению гетмана Даниила Апостола, назначен генеральным судьёй.

«…Итак 28 марта 1729 года в генеральные судьи бывший корсунский полковник Андрей Кандыба и бывший борзенский атаман Михаил Забела. Каждому во вечность дано по триста дворов».— Из записок поданных господином статским советником Федором Остаповым Туманским в 1809 году мая 18 дня.